# أوكلاند (فلوريدا)
أوكلاند (بالإنجليزية: Oakland)‏ هي مدينة أمريكية تقع في ولاية فلوريدا. تبلغ مساحة هذه المدينة 4.2 (كم²)،ويبلغ عدد سكانها 936 نسمة حسب إحصاء سنة 2010 م 936.تشير إحصاءات سنة 2000م بأن الكثافة السكانية في هذه المدينة تقدر بـ(221.7) نسمة/كم2 